# Vladimir Leonidovič Suchobokov
Vladimir Leonidovič Suchobokov (Rahačoŭ, 23 luglio 1910 – Mosca, 12 giugno 1973) è stato un regista cinematografico sovietico.

## Filmografia (parziale)

### Regista
- Krasnyj galstuk (1948)
- Nočnoj patrul' (1957)